# Seznam gurských a celoveckých biskupů

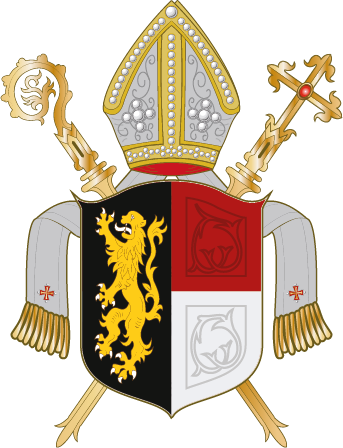
Znak gurského biskupství

Toto je seznam biskupů gurské a celovecká diecéze. Seznam zahrnuje biskupy, biskupy-knížata a protibiskupy.

## Biskupové
- Günther z Krappfeldu (1072–1090)
- Berthold z Zeltschachu (1090–1106)
- Hiltebold (1106–1131)
- Roman I. (1131–1167)
- Jindřich I. (1167–1174)
- Roman II. z Lipnice (1174–1179)
- Jetřich I. z Albecku (1179–1194)
  - Heřman z Ortenburgu (1179–1180) (protibiskup)
- Wernher (1194–1195)
- Ekkehard (1196–1200)
- Walther z Vatzu (1200–1213)
- Otto I. (1214) (elekt)
- Jindřich II. z Pettau (1214–1217)
- Ulschalk (1217–1220)
- Oldřich I. z Ortenburgu (1221–1253)
- Jetřich II. Mariborský (1253–1278)
- Jan I. z Ennsthalu (1279–1281)
- Konrád I. z Luppurgu (1282–1283) (elekt)
- Hartnýd z Lichtenštejna-Offenbergu (1283–1298)
- Jindřich III. z Helfenbergu (1298–1326)
- Gerold z Friesachu (1326–1333)
- Vavřinec I. z Brunne (1334–1337)
- Konrád II. z Salmansweiler (1337–1344)
- Oldřich II. z Wildhausu (1345–1351)
- Pavel z Harrachu a Krnova (1351–1359)
  - Oldřich z Weissenecku (1351–1352) (protibiskup)
- Jan II. z Platzheim-Lenzburgu (1359–1363)
- Jan III. z Töckheimu (1364–1376)
- Jan IV. z Mayrhofenu (1376–1402)
- Konrád III. z Hebenstreitu (1402–1411)
- Arnošt Auer z Herrenkirchenu (1411–1432)
  - Vavřinec II. z Lichtenbergu (1432–1436) (protibiskup)
  - Heřman II. z Gnasu (1432) (protibiskup)
- Jan V. Schallermann (1433–1453)
- Oldřich III. Sonnenberger (1453–1469)
- Sixtus z Tannbergu (1470–1474)
- Vavřinec III. z Freibergu (1472–1487)
- Georg Kolberger (1490) (elekt)
- Raimund Peraudi (1491–1505)
- Matyáš Lang z Wellenburgu (1505–1522)
- Hieronymus Balbi (1522–1526)
- Antonius Salamanca-Hoyos (1526–1551)
- Jan VI. ze Schönburgu (1552–1555)
- Urban Sagstetter (1556–1573)
- Kryštof Ondřej svobodný pán ze Spauru (1574–1603)
- Jan VII. Jakub svobodný pán z Lambergu (1603–1630)
- Šebestián hrabě z Lodronu (1630–1643)
- František I. hrabě z Lodronu (1643–1652)
- arcivévoda Zikmund František Rakousko-Tyrolský (1653–1665)
- Václav hrabě z Thun-Hohenštejna (1665–1673)
- Polykarp hrabě z Kienburgu (1673–1675)
- Jan VIII. svobodný pán z Goëssu (1675–1696)
- Otto II. de la Bourde (1697–1708)
- Jakub I. Maxmilián hrabě z Thun-Hohensteinu (1709–1741)
- Josef I. Maria hrabě z Thun-Hohensteinu (1741–1761)
- Jeroným II. Josef hrabě z Colloreda (1761–1772)
- Josef II. Antonín hrabě z Auerspergu (1772–1783)
- František II. Xaver ze Salm-Reifferscheidtu (1783–1822)
- Jakob Peregrin Paulitsch (1824–1827)
- Georg Mayer (1827–1840)
- František Antonín Gindl (1841)
- Adalbert Lidmansky (1842–1858)
- Valentin Wiery (1858–1880)
- Peter Funder (1881–1886)
- Josef Kahn (1887–1910)
- Balthasar Kaltner (1910–1914)
- Adam Hefter (1914–1939)
- Andreas Rohracher (1939–1945) (kapitulní vikář)
- Joseph Köstner (1945–1981)
- Egon Kapellari (1982–2001)
- Alois Schwarz (2001–2018)
- Josef Marketz (od roku 2020)